# Cuscuta globiflora
Cuscuta globiflora är en vindeväxtart som beskrevs av Georg George Engelmann. Cuscuta globiflora ingår i släktet snärjor, och familjen vindeväxter. Inga underarter finns listade i Catalogue of Life.